# Shkodra Elektronike
Shkodra Elektronike er en albansk folktronica-duo dannet i 2019 i Shkodër, bestående af Kolë Laca og Beatriçe Gjergji.  Gruppen repræsenterer Albanien ved Eurovision Song Contest 2025 med sangen " Zjerm ".

## Historie
Duoen er oprindeligt fra Shkodër i det nordlige Albanien. De er begge immigranter, der er vokset op i Italien . De vandt popularitet i Albanien gennem udgivelsen af succesrige singler som "Ku e Gjeta Vedin" og "Synin si Qershia" i 2020.   De begyndte derefter at optræde på forskellige internationale festivaler.
Shkodra Elektronike komponerede også "E jemja nuse", som blev fremført af Rezarta Smaja i Festivali i Këngës 60, der var albaniens udvælgelse til Eurovision Song Contest 2022. Sangen sluttede på tredjepladsen. 
I 2022 udgav de deres debut-EP, Live @ Uzina, med den fremhævede single "Turtulleshë".
I 2024 blev Shkodra Elektronike udvalgt til at konkurrere i Festivali i Këngës 63 med sangen " Zjerm ".  Den 21. december 2024 sikrede de sig deres plads i finalen.  I finalen endte de på førstepladsen, og skal derfor repræsentere Albanien ved Eurovision Song Contest 2025 i Basel i Schweiz. 

## Musikalsk stil og kunstnerskab
Shkodra Elektronikes musik er karakteriseret ved en fusion af genrer som elektronisk, pop og traditionel albansk musik . Det er struktureret omkring iørefaldende melodier, engagerende rytmer og tekster, der ofte omhandler temaer som kærlighed eller hverdagsliv.  Kernen i projektet er duoens passion for at genfortolke traditionelle sange fra Shkodër i en moderne elektronisk stil. 

## Diskografi

### EP'er
| Titel        | Detaljer                                                                                     |
| ------------ | -------------------------------------------------------------------------------------------- |
| Live @ Usina | - Udgivet: 10. marts 2022 - Pladeselskab: Alt Orient - Formater: Digital download, streaming |

### Singler
| Titel                       | År   | Album eller EP |
| --------------------------- | ---- | -------------- |
| " Ku e gjeta vedin "        | 2020 |                |
| " Synin si qershia "        | 2020 |                |
| " Turtulleshë "             | 2022 | Live @ Usina   |
| " Vaj si kenka ba dynjaja " | 2023 |                |
| " Zjerm "                   | 2024 |                |